# Cantó de Marsella La Poncha Roja
El cantó de Marsella La Poncha Roja és un cantó francès del departament de les Boques del Roine, situat al districte de Marsella. És format per part del municipi de Marsella.

## Municipis
Aplega tot o part dels següents barris de Marsella:
- Sainte-Anne
- Bonneveine
- Vieille Chapelle, Lapin Blanc, La Serane,Les Gatons
- La Poncha Roja
- Marseilleveyre
- Roy d'Espagne
- Montredon, La Madrague de Montredon
- Grotte Rolland, Le Fortin
- Samena, L'Escalette
- Les Goudes
- Cap Croisette
- Callelongue

## Història
| Data d'elecció                           | Identitat            | Partit          | Qualitat |
| ---------------------------------------- | -------------------- | --------------- | -------- |
| 1976-19..                                | Jean-François Mattei | UDF-PR          |          |
| 19..-2001                                | Robert Assante       | UDF-DL          |          |
| 2001-                                    | Richard Miron        | DL, després UMP |          |
| les dades anteriors no són pas conegudes |                      |                 |          |